# Квирла
Квирла (нем. Quirla) — община в Германии, в земле Тюрингия. 
Входит в состав района Заале-Хольцланд. Подчиняется управлению Штадтрода.  Население составляет 514 человек (на 31 декабря 2010 года). Занимает площадь 4,13 км².